# John Sørensen
John Rungsted Sørensen, född 5 oktober 1934 i Köpenhamn, död 26 oktober 2024, var  en dansk kanotist.
Sørensen blev olympisk bronsmedaljör i C-2 1000 meter vid sommarspelen 1964 i Tokyo.